# اشتوتگارت (آرکانزاس)
اشتوتگارت (آرکانزاس) (به انگلیسی: Stuttgart, Arkansas) یک شهر در ایالات متحده آمریکا با جمعیت ۹٬۳۲۶ نفر است که در آرکانزاس واقع شده‌است.

## موقعیت جغرافیایی
موقعیت جغرافیایی شهرها و مناطق اطراف به شرح زیر است: